# Maydelliathelphusa
Maydelliathelphusa is een geslacht van kreeftachtigen uit de klasse van de Malacostraca (hogere kreeftachtigen).

## Soorten
- Maydelliathelphusa edentula (Alcock, 1909)
- Maydelliathelphusa falcidigitis (Alcock, 1909)
- Maydelliathelphusa harpax (Alcock, 1909)
- Maydelliathelphusa lugubris (Wood-Mason, 1871)
- Maydelliathelphusa masoniana (Henderson, 1893)